# Lewis Wolpert

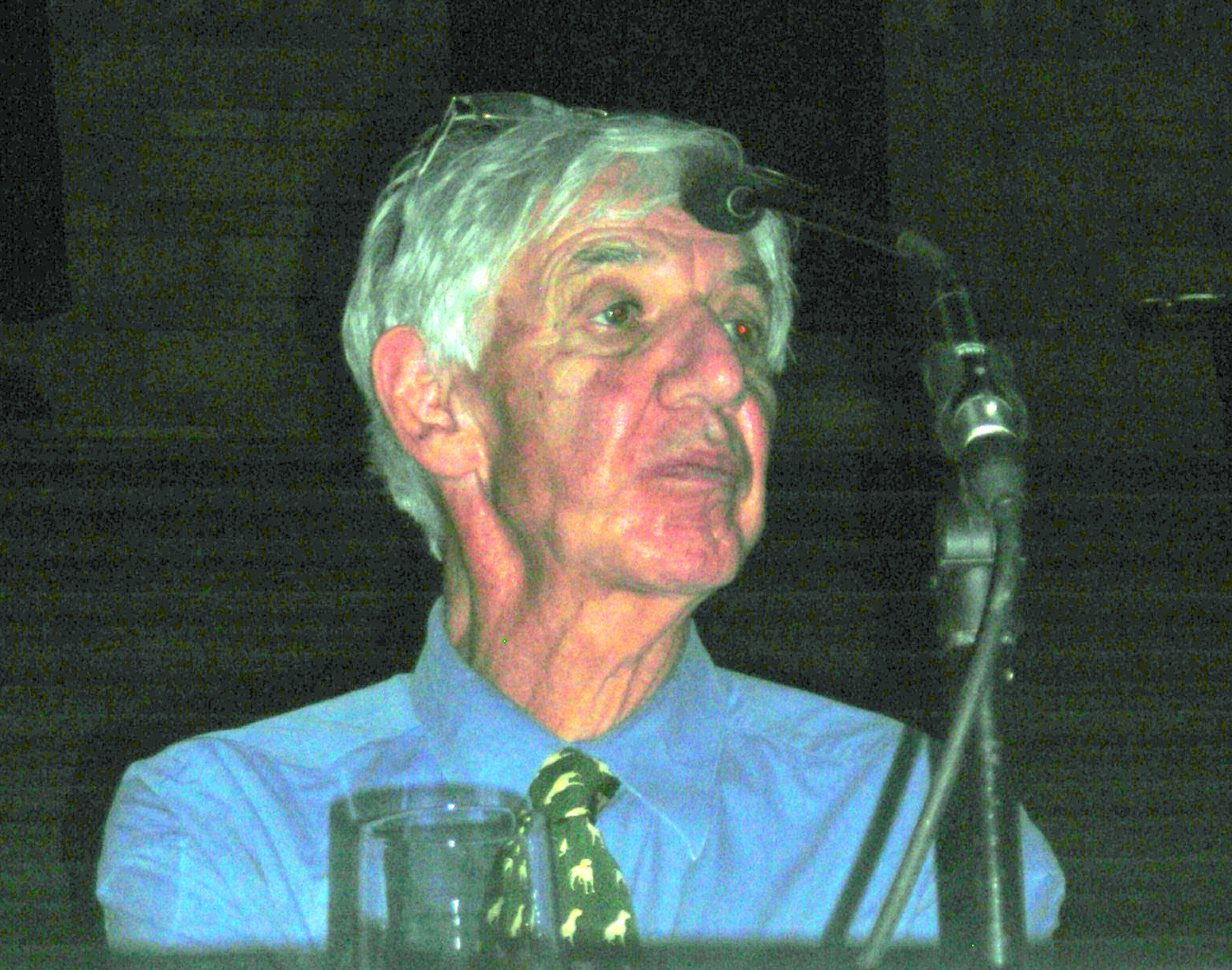
Lewis Wolpert (2007)

Lewis Wolpert, CBE (* 19. Oktober 1929 in Johannesburg, Südafrika; † 28. Januar 2021) war ein in Großbritannien tätiger Entwicklungsbiologe und Embryologe.

## Biografie
Wolpert stammte aus einer jüdischen Familie (mit Ursprüngen in Litauen) in Südafrika. Sein Vater leitete einen Buchladen und war Zeitungsagent. Seine Tante Helen Suzman war Anti-Apartheid-Aktivistin und Wolpert selbst war auch in diesem Sinn als Student politisch aktiv. Wolpert studierte Bauingenieurwesen an der University of Witwatersrand mit dem Bachelor-Abschluss. Danach arbeitete er für das Building Research Institute in Pretoria und bei der Wasserbehörde in Israel. Er ging nach London, um dort am Imperial College Bodenmechanik zu studieren und promovierte in Biophysik am King’s College London bei James Danielli. Zunächst forschte er über mechanische Kräfte bei der Zellteilung, wurde Lecturer und Reader am King’s College und wandte sich der Entwicklungsbiologie zu. Er wurde Professor am University College London.
Wolpert war Autor verschiedener Bücher und Lehrbücher; außerdem schrieb er Wissenschaftssendungen für die BBC und Kolumnen für die britische Tageszeitung The Independent. Er wurde ursprünglich in Südafrika als Bauingenieur ausgebildet, ging dann aber nach London, um im Bereich Zellbiologie und Embryologie zu forschen. Er war zuletzt Professor am University College London.
Ende der 1960er Jahre entwickelte er ein Modell der Entwicklung von Bauplänen von Lebewesen, nach denen sich in Teilbereichen Gradienten von Morphogenen genannten Substanzen bilden, die je nach Konzentration die Differenzierung der Zellen steuern. Das Konzept der örtlichen Information (positional information) in der Morphogenese ging bis Hans Driesch zurück und wurde 1970 auch von Francis Crick aufgegriffen  Wegen der spezifischen Effekte des Morphogens je nach Konzentration wurde das Modell auch French Flag Model genannt (nach der französischen Flagge: Blau für das bei hohen Konzentrationen aktivierte Gen, Weiß für das bei niedrigeren Konzentrationen aktivierte Gen, Rot für keine Aktivierung da die Konzentration unter einer Schwelle blieb). Frühe mathematische Untersuchungen zur Musterbildung mit Morphogenen stammten schon von Alan Turing (1952), und solche Forschungen wurden in Deutschland von Alfred Gierer und Hans Meinhardt fortgesetzt. Wolpert benutzte Süßwasserpolypen (Hydra) als Modelltier. Das erste Morphogen wurde in den 1970er Jahren von der späteren Nobelpreisträgerin Christiane Nüsslein-Volhard identifiziert. Das Modell wurde unter Einbeziehung des Kompartment-Modells von Antonio García-Bellido, Peter Anthony Lawrence und anderen ab den 1970er Jahren ausgebaut.
Wolpert wurde 1980 Mitglied der Royal Society und hielt 1986 die renommierte Weihnachtsvorlesung der Royal Institution (Origins). Ab 1989 war er Mitglied der Academia Europaea. 1990 wurde er Commander des Order of the British Empire und 1999 Mitglied der Royal Society of Literature. Er war Mitglied der American Philosophical Society und auswärtiges Mitglied der Polnischen Akademie der Gelehrsamkeit (PAU) in Krakau. Ab 1989 war er Ehrenmitglied (Honorary Fellow) der Royal Society of South Africa. Für 2018 wurde ihm die Royal Medal im Bereich „Biologie“ zugesprochen.
Seine Ehefrau starb an Krebs. Wolpert veröffentlichte 1999 ein Buch über Depression als Krankheit, das 2008 auch auf Deutsch erschien.
Er starb im Januar 2021 im Alter von 91 Jahren. Sein Sohn ist der Neurowissenschaftler Daniel Wolpert (* 1963).

## Publikationen auf Deutsch
- Regisseure des Lebens. Das Drehbuch der Embryonalentwicklung. Aus dem Englischen von Sebastian Vogel. Spektrum Akademischer Verlag, Heidelberg 1993, ISBN 978-3-86025-081-5
- Entwicklungsbiologie, Spektrum Akademischer Verlag, Heidelberg 1999, ISBN 3-8274-0494-0
- Unglaubliche Wissenschaft, Eichborn Verlag, Frankfurt 2004, Reihe Die Andere Bibliothek, ISBN 978-3-8218-4547-0
- Anatomie der Schwermut. Über die Krankheit Depression. Aus dem Englischen von Sylvia Höfer. C. H. Beck, München 2008, ISBN 978-3-406-57091-9
- Wie wir leben und warum wir sterben. Das geheime Leben der Zellen. Aus dem Englischen von Elsbeth Ranke. C. H. Beck, München 2009, ISBN 978-3-406-59165-5